# 512 (nombre)
« Cinq cent douze » redirige ici. Pour les années historiques, voir 512 et -512.
512 est l'entier naturel qui suit 511 et qui précède 513.

## En mathématiques
512 est :
- la neuvième puissance de 2 : 512 = 29 ;
- le cube de 8 : 512 = 8³ ;
- un nombre de Leyland ;
- un nombre de Dudeney ;
- un nombre Harshad.